# Уилер-Пик (гора, Нью-Мексико)
Уилер-Пик (англ. Wheeler Peak) — гора в округе Таос в северной части штата Нью-Мексико, США. Входит в состав хребта Сангре-де-Кристо в самой южной части Скалистых гор. Высота — 4013 метров над уровнем моря, это высочайшая вершина штата. Относительная высота — 1039 м.

## История
Неизвестно, кто совершил первое восхождение на Уилер-Пик, вероятно, индейцы племени таос. Изначально гора именовалась Таос-Пик по близрасположенному городу Таос, но в 1950 году была переименована в честь майора армии США Джорджа Уилера, который обследовал большую часть американского Юго-Запада в конце 1870-х годов. В течение многих лет Тручас-Пик, расположенный к югу от Уилер-Пик, считался высшей точкой Нью-Мексико. Пока в 1948 году Гарольд Д. Уолтер не выполнил измерения, которые доказали, что именно Уилер-Пик является самой высокой точкой штата. Побочная вершина к северу от главной была названа в честь Уолтера, и её часто ошибочно принимают за вершину Уилер, поскольку через неё проходит стандартный маршрут восхождения на настоящий Уилер-Пик.

## Окрестности
Лейк-Форк-Пик с высотой 3926 м расположен к западу от горы Уилер. Их разделяет озеро Уильямс .
Горнолыжный курорт Таос-Ски-Вэлли находится к северо-западу от Уилер-Пик, а города Таос и Таос-Пуэбло − примерно в 25 км к юго-западу.
Гора Уилер находится в резервате дикой природы Уилер-Пик площадью 80 км² в составе Национального леса Карсон. Большая часть горной местности к югу от пика находится на земле, принадлежащей индейскому городу Таос-Пуэбло. Около 190 км² Национального леса Карсон было возвращено индейцам-пуэбло в 1970 году и ещё 3 км² в 1996 году.
В ледниковой долине на склонах горы находится парк и водохранилище Игл-Нест-Лейк.

## Восхождения

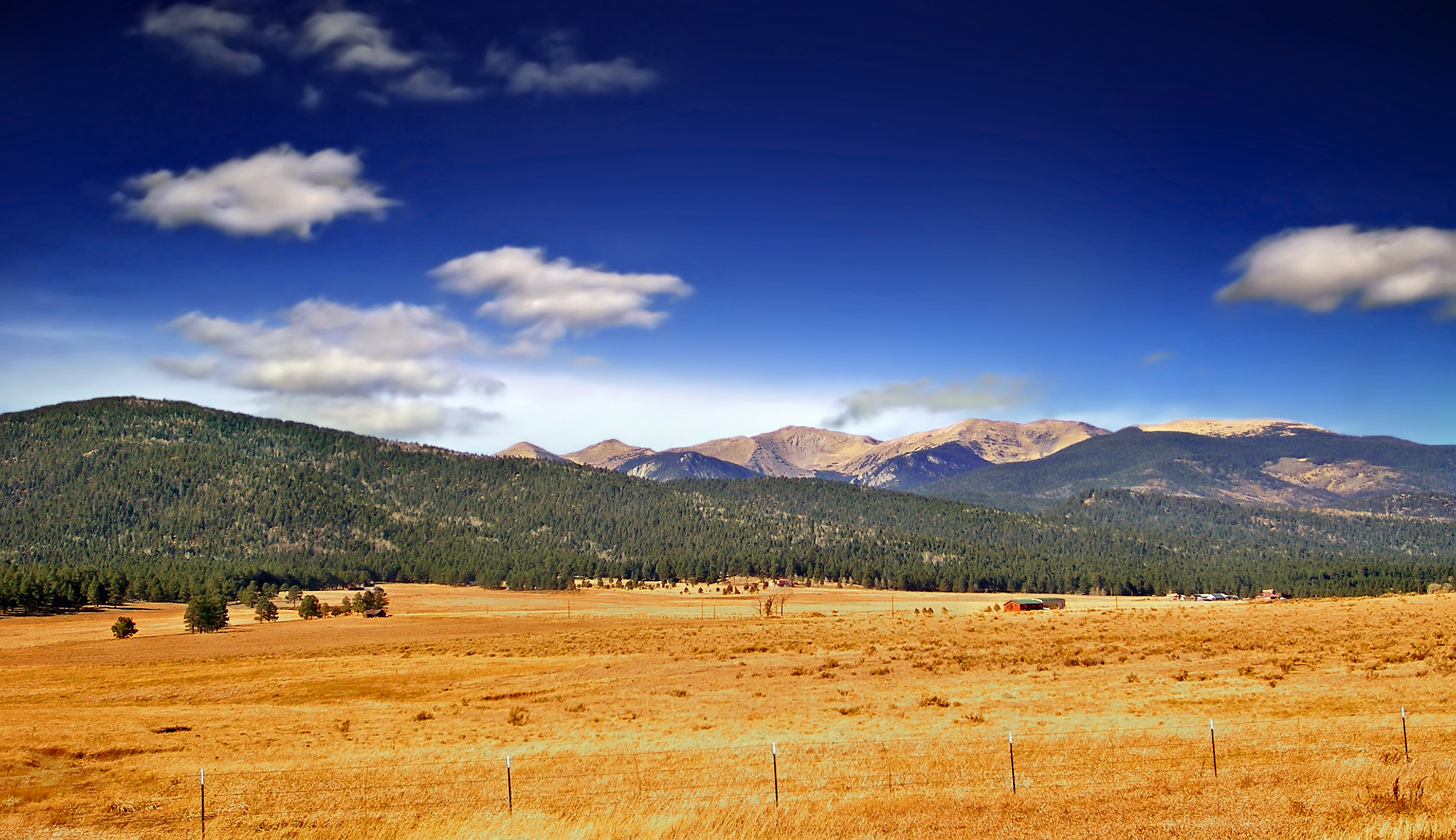
Вид на Уилер-Пик из деревни Игл-Нест (Нью-Мексико)

Стандартный маршрут на Уилер-Пик проходит по северному гребню. Маршрут начинается на автомобильной стоянке Таос-Ски-Вэлли и продолжается на восток по старой дороге до широкой седловины Bull-of-the-Woods Meadow. Затем тропа поворачивает на юг и петляет среди второстепенных пиков и небольших долин, чтобы через вершину горы Уолтер добраться с севера до пика Уилер. Это удобный и безопасный маршрут даже зимой из-за низкой (но не нулевой) лавинной опасности.
Альтернативный маршрут состоит в том, чтобы отправиться на юг от Таос-Ски-Вэлли к озеру Уильямс, а затем пройти по недавно проложенной тропе, серпантином взбирающейся на вершину.
Ещё один маршрут начинается с близлежащего горнолыжного курорта Ред-Ривер. Эта дорога проходит через два горных озера.